# Rafael del Villar
Rafael del Villar (Ciudad de México; 11 de abril de 1962) es un actor mexicano.

## Biografía
Comenzó su carrera en la telenovela Chispita en 1983, Rafael ha actuado en varias telenovelas como María Mercedes, Marimar, Tres mujeres, Mañana es para siempre, 2009 en Camaleones y 2012 en Porque El Amor Manda como Eugenio.
Es divorciado y tiene tres hijos, Rafael, Valeria y Anacleta.

## Filmografía

### Telenovelas
- Corazón guerrero (2022) ... Gabino Beltrán[1]
- La mexicana y el güero (2020-2021) ... Guardia de seguridad
- Por amar sin ley (2018-2019) ... Sergio Cervantes
- Sin tu mirada (2017-2018) ... Juez
- Papá a toda madre (2017-2018) ... Bustamante
- Mi marido tiene familia (2017) ... Aurelio
- Mujeres de negro (2016)
- Las amazonas (2016) ... Roberto
- Corazón que miente (2016) ... Enrique Camargo
- A que no me dejas (2015-2016) ... Juan Castellanos
- Hasta el fin del mundo (2014-2015) ... Largarica
- Mi corazón es tuyo (2014-2015) ... Gilberto Rosales
- La gata (2014) ... Basurto
- Mentir para vivir  (2013) ... Lic. Julio Manrique
- Corazón indomable (2013) ... Dr. Guerra
- Porque el amor manda  (2012 - 2013) ... Eugenio
- Un refugio para el amor (2012) ... Marcial
- La fuerza del destino (2011) ... Lic. Rubiales
- Rafaela (2011) ... Dr. Fernando Balboa
- Triunfo del amor (2010 - 2011) ... Terapeuta de Fernanda Sandoval
- Mar de amor (2009 - 2010) ... Enrique
- Camaleones (2009 - 2010) ... Damián Montenegro
- Mañana es para siempre (2008 - 2009) ... Simón Palafox
- Cuidado con el ángel (2008 - 2009) ... Tomás Millares
- Las tontas no van al cielo (2008) ... Jorge
- Destilando amor (2007) ... Eugenio Ferreyra
- Amar sin límites (2006 - 2007) ... Iván Dunov
- Duelo de pasiones (2006) ... Dr. Ricardo Fonseca
- Contra viento y marea (2005) ... Omar
- Apuesta por un amor (2004 - 2005) ... Domingo Ferrer
- Corazones al límite (2004) .... Profesor Muñoz
- Niña amada mía (2003) ... Lic. Pedro Landeta
- ¡Vivan los niños! (2002 - 2003) ... Difunto esposo de Dolores Herrera
- Cómplices al rescate (2002) ... Dr. Raúl Olivo
- Aventuras en el tiempo (2001) .... Representante de El Brother
- Por un beso (2000 - 2001) ... Félix
- Carita de ángel (2000 - 2001) ... Vladimir
- Tres mujeres (1999 - 2000) ... Eduardo
- Cuento de Navidad (1999 - 2000) ... Invitado en la fiesta de Jaime
- Infierno en el paraíso (1999) ... Lic. Francisco Villanueva
- El niño que vino del mar (1999) ... Marco
- Gotita de amor (1998) ... Gilberto Robles
- Esmeralda (1997) ... Dr. Sebastián Robles-Gil
- La sombra del otro (1996) ... Marcos Beltrán
- Confidente de secundaria (1996) ... Ricardo
- María la del barrio (1995-1996) ... Doctor Torres
- Marimar (1994) ... Esteban
- Agujetas de color de rosa (1994-1995) ... Personal del aeropuerto
- María Mercedes (1992-1993) ... Ricardo
- Carrusel de las Américas (1992) ... Fernando Rico
- El abuelo y yo (1992) ... Ponciano
- Madres egoístas (1991) ... Héctor Cruz
- La pícara soñadora (1991) ... Lic. Argüeyo
- Simplemente María (1989-1990) ... Jacinto López
- Dos vidas (1988) ... Luis Carlos
- Rosa salvaje (1987-1988) ... Ramón Valadez +
- Pobre Juventud (1986-1987) ...
- Cicatrices del alma (1986) ... Marco
- Los años felices (1984-1985) ... Italo
- Chispita (1982-1983)

### Cine
- Cero y van cuatro (2004) ... Yuppie ("Vida Express")

### Series de Televisión
- Esta historia me suena (2021)
- Como dice el dicho (2011-2019) ... Varios personajes
- La rosa de Guadalupe (2008-2020) ... Varios personajes
- Adictos (2009)
- Hermanos y detectives ... Alfonso Warman (1 episodio: El caso del asesino gordo, 2009)
- Mujer, casos de la vida real (1995-2007) ... Varios episodios